# Santa María Chimalapa
Santa María Chimalapa è un comune del Messico, situato nello stato di Oaxaca.